# Goessche polder (Goes)
De Goessche polder is een polder in de gemeente Goes op Zuid-Beveland, in de Nederlandse provincie Zeeland. Sinds ~1970 is het ook een woonwijk met de naam Goese Polder.
De Goessche polder bestaat eigenlijk uit herdijkt oudland van voor de stormvloed van 1134. De be- of herdijking langs de Schenge als 'Goessche polder' heeft waarschijnlijk plaatsgevonden in de 2e helft van de 13e eeuw.  
Tot 1959 vormde de Goessche polder samen met de Pier-en-Pinkspolder, waar het ook mee onder één dijkage lag, het Waterschap Goessche c.a.. 